# 斯洛維尼亞丘陵內聖三一
斯洛文尼亚丘陵内圣三一（斯洛維尼亞語： 發音：[ˈsʋeːta tɾɔˈjiːtsa ʍ slɔˈʋeːnskiɣ ɡɔˈɾiːtsax]），是斯洛維尼亞东北部斯洛文尼亚丘陵内圣三一市镇内的聚居地及其行政中心。位於斯洛文尼亚戈里采丘陵。當地是下施蒂里亞傳統地區的一部分，現在包含在波德拉夫統計區中。

## 教堂
當地的地標是教區教堂，聚居地由此得名。它獻給聖三位一體（斯洛文尼亞語：sveta Trojica），屬於方濟各會（OFM）的斯洛文尼亞省。這是一座大型巴洛克式教堂，擁有三個鐘樓，也出現在區政府的徽章上。 它建於1636年至1643年間，並於1735年至1740年間擴建。村里還有一座方濟會修道院。

## 外部連結
- Sveta Trojica v Slovenskih Goricah at Geopedia （页面存档备份，存于）